# 원초적 본능
《원초적 본능》(영어: Basic Instinct)은 1992년 개봉한 에로틱 스릴러 영화이다. 폴 버호벤 감독이 연출했고 조 에스테르하시가 각본을 썼다. 마이클 더글러스, 샤론 스톤, 조지 준드저, 진 트리플혼이 출연했다. 내면의 폭력성을 감춘 형사 닉이 살인 용의자 캐서린 트러멜과 얽히면서 벌어지는 사건을 그린다.

## 줄거리
샌프란시스코에서 금발의 여성이 은퇴한 록 스타 조니 보즈를 성관계 중 실크 스카프로 침대에 묶은 후, 아이스 픽으로 찔러 살해한다. SFPD 형사 닉 커런과 그의 파트너 거스 모란은 살인 사건을 수사한다. 유력한 용의자는 보즈의 여자친구이자 범죄 소설가인 캐서린 트라멜인데, 그녀의 최신 소설이 살인 사건의 세부 사항과 일치한다.
캐서린은 수사관들에게 비협조적이며, 심문 중에 담배를 피우고 자신을 노출시키며 그들을 조롱한다. 증거 불충분으로 풀려나지만, 닉이 그녀가 폭력적인 개인들과 밀접한 관계를 맺어왔다는 사실을 알게 되면서 그녀는 관심 인물이 된다. 여기에는 십대 때 어린 남동생들을 죽인 그녀의 여자친구 록시 하디, 그리고 유죄 판결을 받은 가족 살해범 헤이즐 돕킨스가 포함된다.
닉은 회복 중인 알코올 중독자이며 약물 남용 이력이 있고 과거에 실수로 관광객 두 명을 쏜 사건이 있어, 경찰 심리학자 엘리자베스 가너 박사와 의무 상담을 받는데, 그녀와는 불안정한 연인 관계이다. 그는 캐서린이 자신을 새로운 캐릭터의 영감으로 사용하고 있음을 발견한다. 그 캐릭터는 잘못된 여자에게 반한 후 살해당하는 형사이다. 닉은 자신의 기밀 정신과 파일이 유출되었다고 의심할 때, 파일에 접근할 수 있었던 내부 감사 중위 마티 닐슨을 폭행한다. 닐슨은 나중에 살해된 채 발견되고, 닉은 직무 정지 처분을 받는다.
보즈의 나이트클럽에서 닉은 캐서린과 록시가 코카인을 사용하는 것을 본다. 나중에 캐서린의 집에서 그녀는 성관계 중 닉을 침대에 묶고 록시가 이를 지켜본다. 모란은 닉이 캐서린과 얽히는 것에 대해 우려를 표하고 닐슨이 닉을 만나기 몇 달 전에 5만 달러를 받았다는 것을 밝혀낸다.
록시는 닉을 질투하여 자동차 공격으로 그를 죽이려 하지만, 이어진 충돌로 사망한다. 캐서린은 대학 시절 자신에게 집착했던 여성과 강렬한 관계를 맺었다고 밝힌다. 닉은 그 여성이 가너라고 의심하지만, 가너는 집착이 반대 방향이었다고 주장한다. 더 조사하면서 닉은 닐슨이 몇 년 전 캐서린이 가너를 상대로 제기한 고소를 철회했음을 알게 된다. 그는 또한 가너와 캐서린이 공유했던 교수가 캐서린의 소설과 유사한 미제 사건에서 아이스 픽으로 살해되었으며, 가너의 전 남편이 닐슨이 수사했던 또 다른 미해결 사건에서 살해되었음을 밝혀낸다.
닉은 캐서린의 새 소설 초고를 발견하는데, 이는 형사가 엘리베이터에서 파트너의 시신을 발견하는 내용을 묘사한다. 캐서린은 갑자기 닉과의 관계를 끝낸다. 나중에 모란은 닉에게 캐서린과 가너에 대해 더 알아보기 위해 오클랜드에서 캐서린의 옛 대학 룸메이트를 만나기로 약속했다고 말한다. 닉이 도착했을 때, 그는 소설을 그대로 반영하듯 엘리베이터에서 아이스 픽에 찔려 사망한 모란을 발견한다. 가너가 곧 도착하여 메시지에 유인되어 왔다고 주장한다. 닉은 그녀가 무기를 집어 들려는 것으로 믿고 총을 쏴 살해하지만, 그녀는 비무장 상태로 발견된다.
경찰은 가너의 아파트에서 캐서린과 관련된 파일과 사진을 포함하여 그녀를 여러 살인 사건에 연루시키는 증거를 발견한다. 닉은 혼란스럽고 감정적으로 동요된 상태로 남겨진다. 나중에 캐서린은 닉의 아파트로 돌아와 그들은 성관계를 갖는다. 그들이 침대에 누워 미래를 논하는 동안, 아이스 픽은 침대 밑에 보이지 않게 놓여 있다.

## 출연
- 마이클 더글러스 - 닉 커런 형사
- 샤론 스톤 - 캐서린 트러멜
- 조지 준드저 - 거스 머랜 형사
- 진 트리플혼 - 엘리자베스 "베스" 가너 박사
- 도러시 멀론 - 헤이즐 도브킨스
- 레일라니 서렐 - 록샌 "록시" 하디
- 데니스 안트 - 필립 워커 경위
- 브루스 A. 영 - 샘 앤드루스 형사
- 셸시 로스 - 탤컷 서장
- 웨인 나이트 - 존 커렐리
- 대니얼 본 바겐 - 마티 닐슨 경위
- 스티븐 토볼로스키 - 러못 박사
- 빌 케이블 - 조니 보즈

## 기타
- 협력프로듀서: 윌리엄 S. 비슬리
- 협력프로듀서: 루이스 데스포지토
- 미술: 테렌스 마쉬
- 특수효과: 롭 보틴
- 의상: 엘렌 미로닉
- 배역: 하워드 퓨어

## 같이 보기
- 원초적 본능 2